# Cedoaphis maxsoni
Cedoaphis maxsoni är en insektsart som först beskrevs av Palmer 1936.  Cedoaphis maxsoni ingår i släktet Cedoaphis och familjen långrörsbladlöss. Inga underarter finns listade i Catalogue of Life.